# Referendum sulla conservazione dell'URSS
Il Referendum di tutta l'Unione sulla conservazione dell'URSS (in russo Всесоюзный референдум о сохранении СССР?, Vsesojuznyj referendum o sochranenii SSSR) si è tenuto il 17 marzo 1991 in Unione Sovietica.
Il quesito referendario era il seguente:
Nonostante la risposta positiva del 77,85% dei votanti, gli eventi successivi avrebbero portato comunque alla dissoluzione dell'Unione Sovietica, concretizzatasi nel dicembre dello stesso anno.
I vertici di sei Repubbliche dell'URSS:  (Estonia, Lettonia, Lituania, Moldavia, Georgia e Armenia), che avevano già avviato il percorso verso l'indipendenza, rifiutarono di indire il referendum per sottolineare il loro desiderio di indipendenza completa. In tali aree la votazione si svolse in modo parziale, su iniziativa di alcuni Soviet dei deputati del popolo locali, organizzazioni lavorative o reparti militari. In alcune regioni di queste repubbliche, come l'Abcasia e l'Ossezia del Sud in Georgia, la Transnistria e la Gagauzia in Moldavia, il referendum fu invece organizzato dalle autorità locali per evidenziare il desiderio di autonomia dalle autorità delle repubbliche. In totale, a causa del boicottaggio da parte delle autorità di alcune repubbliche, i potenziali elettori che non furono iscritti nelle liste elettorali furono circa 7 milioni su un totale di 192,6 milioni.

## Indizione e normativa
Sulla conservazione dell'Unione Sovietica nei termini poi proclamati dal referendum era stata approvata il 24 dicembre 1990 una delibera del IV Congresso dei deputati del popolo dell'URSS, che nella stessa seduta, alla luce delle sempre maggiori spinte indipendentiste che si registravano nel Paese, aveva tuttavia indetto la consultazione dell'intera popolazione sovietica sul tema.
La normativa che regolò la votazione era composta dalla Costituzione sovietica, dalla legge sui referendum nell'URSS appositamente approvata dal Soviet Supremo dell'Unione Sovietica il 27 dicembre 1990 e, per le parti non contrastanti con quest'ultima, dalla legge sulle elezioni dei deputati del popolo dell'URSS.
La partecipazione al referendum era libera e il voto veniva definito volontario e segreto, sulla base del diritto di voto universale, diretto e uguale. 
Potevano partecipare tutti i cittadini che avessero compiuto i 18 anni di età con l'esclusione di coloro che erano stati privati dell'elettorato attivo (incapaci di intendere e volere e condannati a pene detentive). I cittadini erano inseriti nelle liste elettorali dei seggi facenti riferimento al territorio di residenza, tranne i militari e i loro familiari di stanza presso i reparti militari, i quali erano inseriti nelle liste elettorale di seggi appositi. Le norme garantivano la possibilità di effettuare campagna elettorale pro o contro il referendum ai cittadini dell'Unione Sovietica, ai partiti politici, ai movimenti di massa, ai sindacati, ai collettivi dei lavoratori e delle istituzioni scolastiche, alle assemblee dei militari fino al giorno della votazione, durante il quale era previsto il silenzio elettorale. Il compito dell'organizzazione e dello svolgimento del referendum era assegnato alla Commissione referendaria centrale dell'URSS, alle Commissioni referendarie centrali delle Repubbliche e alle commissioni territoriali. 
Nei seggi elettorali, costituiti secondo i criteri previsti per l'elezione dei deputati del popolo, il cittadino, una volta firmata la lista degli elettori, riceveva un bollettino nel quale segnare una delle due risposte presenti al fine di dirsi a favore o contro la proposta. Secondo le normative, inoltre, le decisioni assunte tramite referendum erano definitive e obbligatorie e potevano essere modificate o abrogato solo tramite un ulteriore referendum.
Il testo del quesito fu ufficializzato tramite deliberazione del Soviet Supremo dell'URSS del 16 gennaio 1991, che stabiliva inoltre il calendario dei lavori delle commissioni referendarie. Il successivo 25 febbraio un'ulteriore deliberazione del Soviet Supremo, tenendo conto del fatto che le autorità di alcune repubbliche non avevano istituito le commissioni e avevano intrapreso azioni di boicottaggio del referendum, dava la possibilità ai Soviet locali di organizzare autonomamente commissioni referendarie territoriali e allestire i seggi.

## Svolgimento
Nelle repubbliche nelle quali il referendum era stato indetto dalle autorità centrali le operazioni di voto si svolsero in maniera ordinaria. I vertici di alcune di queste repubbliche, ad ogni modo, colsero l'occasione per aggiungere al quesito sulla conservazione dell'URSS altri interrogativi più specificamente rispondenti alle esigenze delle stesse élite repubblicane: così, nella RSFS Russa si tenne anche un referendum per l'istituzione del ruolo di presidente della RSFS Russa, mentre nella RSS Ucraina fu aggiunto un quesito a supporto della dichiarazione di sovranità statale precedentemente approvata.
Nelle repubbliche che avevano scelto di non supportare il referendum indetto dal centro sovietico il voto si tenne invece in una situazione di particolare tensione: si registrarono numerosi atti di boicottaggio e intimidazione nei confronti dei votanti, soprattutto in Moldavia e in Lettonia, dove tuttavia il numero dei cittadini che ebbero modo di votare fu relativamente alto, così come in Estonia e in Lituania. Veri e propri scontri armati accompagnarono lo svolgimento del referendum nell'autoproclamata Repubblica dell'Ossezia del Sud, facente parte della RSS Georgiana e non intenzionata a seguire quest'ultima nel percorso verso l'indipendenza. In Georgia ad organizzare il referendum fu anche la RSSA di Abcasia, dove le operazioni furono sostanzialmente regolari. Senza particolari incidenti si tenne la votazione in Armenia, dove parteciparono alla votazione solo 3 500 edili russi nella città di Spitak.

## Risultati
| Scelta                          | Voti        | %    |
| ------------------------------- | ----------- | ---- |
| Favorevoli                      | 113.512.812 | 77,8 |
| Contrari                        | 32.303.977  | 22,2 |
| Schede non valide/bianche       | 2.757.817   | –    |
| Totale                          | 148.574.606 | 100  |
| Aventi diritto/affluenza        | 185.647.355 | 80,0 |
| Fonte: Nohlen & Stöver, p. 1647 |             |      |

### Nelle repubbliche partecipanti
| Repubblica                                           | Favorevoli | Favorevoli | Contrari   | Contrari | Voti non validi | Voti totali | Aventi diritto | Affluenza (%) |
| Repubblica                                           | Voti       | %          | Voti       | %        | Voti non validi | Voti totali | Aventi diritto | Affluenza (%) |
| ---------------------------------------------------- | ---------- | ---------- | ---------- | -------- | --------------- | ----------- | -------------- | ------------- |
| RSFS Russa                                           | 56.860.783 | 73,00      | 21.030.753 | 27,00    | 1.809.633       | 79.701.169  | 105.643.364    | 75,44         |
| RSSA di Baschiria                                    | 1.908.875  | 85,9       | 269.007    | 12,1     | 43.276          | 2.221.158   | 2.719.637      | 81,7          |
| RSSA di Buriazia                                     | 447.438    | 83,5       | 78.167     | 14,6     | 10.197          | 535.802     | 668.231        | 80,2          |
| RSSA del Daghestan                                   | 670.488    | 82,6       | 131.522    | 16,2     | 9,999           | 812.009     | 1.008.626      | 80,5          |
| RSSA di Cabardino Balcaria                           | 290.380    | 77,9       | 77.339     | 20,8     | 4.888           | 372.607     | 489.436        | 76,1          |
| RSSA di Calmucchia                                   | 148.462    | 87,8       | 17.833     | 10,5     | 2.829           | 169.124     | 204.301        | 82,8          |
| RSSA di Carelia                                      | 317.854    | 76,0       | 92.703     | 22,0     | 7.544           | 418.101     | 551.644        | 75,8          |
| RSSA dei Comi                                        | 412.842    | 76,0       | 119.678    | 22,0     | 10.883          | 543.403     | 797.049        | 75,44         |
| RSSA dei Mari                                        | 333.319    | 79,6       | 77.239     | 18,5     | 8.041           | 418.599     | 525.685        | 79,6          |
| RSSA di Mordovia                                     | 459.021    | 80,3       | 101.886    | 17,8     | 10.724          | 571.631     | 677.706        | 84,3          |
| RSSA dell'Ossezia del Nord                           | 331.823    | 90,2       | 32.786     | 8,9      | 3.249           | 367.858     | 428.307        | 85,9          |
| RSSA Tatara                                          | 1.708.193  | 87,5       | 211.516    | 10,8     | 32.059          | 1.951.768   | 2.532.383      | 77,1          |
| RSSA di Tuva                                         | 126.598    | 91,4       | 9.404      | 6,8      | 2.494           | 138.496     | 171.731        | 80,6          |
| RSSA di Udmurtia                                     | 622.714    | 76,0       | 180.289    | 22,0     | 16.137          | 819.140     | 1.103.083      | 74,3          |
| RSSA di Cecenia-Inguscezia                           | 318.059    | 75,9       | 94.737     | 22,6     | 6.216           | 419.012     | 712.139        | 58,8          |
| RSSA Ciuvascia                                       | 616.387    | 82,4       | 113.249    | 15,1     | 18.784          | 748.420     | 900.913        | 81,3          |
| RSSA Jakuta                                          | 415.712    | 76,7       | 116.798    | 21,6     | 9.483           | 541.993     | 688.679        | 78,7          |
| RSS Azera                                            | 2.709.246  | 94,12      | 169.225    | 5,88     | 25.326          | 2.903.797   | 3.866.659      | 75,10         |
| RSSA di Naxçıvan                                     | 31.328     | 87,3       | 3.620      | 10,1     | 918             | 35.866      | 174.364        | 20,6          |
| RSS Bielorussa                                       | 5.069.313  | 83,72      | 986.079    | 16,28    | 71.591          | 6.126.983   | 7.354.796      | 83,31         |
| RSS Kazaka                                           | 8.295.519  | 95,00      | 436.560    | 5,00     | 84.464          | 8.816.543   | 9.999.433      | 88,17         |
| RSS Kirghisa                                         | 2.057.971  | 95,98      | 86.246     | 4,02     | 30.377          | 2.174.593   | 2.341.646      | 92,87         |
| RSS Tagika                                           | 2.315.755  | 96,85      | 75.300     | 3,15     | 16.497          | 2.407.552   | 2.549.096      | 94,45         |
| RSS Turkmena                                         | 1.766.584  | 98,26      | 31.203     | 1,74     | 6.531           | 1.804.310   | 1.846.310      | 97,66         |
| RSS Ucraina                                          | 22.110.899 | 71,48      | 8.820.089  | 28,52    | 583.256         | 31.514.244  | 37.732.178     | 83,52         |
| RSS Uzbeka                                           | 9.196.848  | 94,73      | 511.373    | 5,27     | 108.112         | 9.816.333   | 10.287.938     | 95,42         |
| RSSA Karakalpaka                                     | 563.916    | 97,6       | 10.133     | 1,8      | 3.668           | 577.717     | 584.208        | 98,9          |
| Fonti: Direct Democracy e Об итогах референдума СССР |            |            |            |          |                 |             |                |               |

### Nelle repubbliche non partecipanti
I dati seguenti si riferiscono ai soli seggi allestiti da alcuni Soviet territoriali o organizzazioni lavorative. Le autorità repubblicane avevano infatti rifiutato di applicare le determinazioni delle autorità centrali sovietiche, non istituendo le commissioni referendarie e boicottando la votazione, poiché avevano già dichiarato (o stavano per dichiarare) la propria indipendenza dall'URSS. Sulla base della delibera del Soviet Supremo dell'URSS del 25 febbraio 1991, tuttavia, in alcune zone delle repubbliche non ufficialmente partecipanti, su iniziativa delle autorità locali furono organizzate commissioni elettorali territoriali e aperti i seggi.
Nella tabella non sono conteggiati i seggi allestiti nelle stesse repubbliche presso i reparti militari, il cui dato è riportato nella tabella successiva.
| Repubbliche                                          | Favorevoli | Favorevoli | Contrari | Contrari | Voti non validi | Voti totali | Aventi diritto (nei soli seggi allestiti) | Affluenza % (nei soli seggi allestiti) |
| Repubbliche                                          | Voti       | %          | Voti     | %        | Voti non validi | Voti totali | Aventi diritto (nei soli seggi allestiti) | Affluenza % (nei soli seggi allestiti) |
| ---------------------------------------------------- | ---------- | ---------- | -------- | -------- | --------------- | ----------- | ----------------------------------------- | -------------------------------------- |
| RSS Armena                                           | 2.541      | 72,46      | 966      | 27,54    | 42              | 3.549       | 4.923                                     | 72,09                                  |
| RSS Georgiana                                        | 43.950     | 99,98      | 9        | 0,02     | 53              | 44.012      | 45.696                                    | 96,31                                  |
| RSSA di Abcasia                                      | 164.231    | 98,5       | 1.566    | 0,9      | 747             | 166.544     | 318.317                                   | 52,3                                   |
| RSS Estone                                           | 211.090    | 95,46      | 10.040   | 4,54     | 1.110           | 222.240     | 299.681                                   | 74,16                                  |
| RSS Lettone                                          | 415.147    | 95,84      | 18.015   | 4,16     | 3.621           | 436.783     | 670.828                                   | 65,11                                  |
| RSS Lituana                                          | 496,050    | 99,13      | 4.355    | 0,87     | 970             | 436.783     | 582.262                                   | 86,11                                  |
| RSS Moldava                                          | 688.905    | 98,72      | 8.916    | 1,28     | 3.072           | 700.893     | 841.507                                   | 83,29                                  |
| Fonti: Direct Democracy e Об итогах референдума СССР |            |            |          |          |                 |             |                                           |                                        |

### Presso i distretti militari
Il seguente dato si riferisce ai seggi allestiti presso alcuni distretti militari delle repubbliche non partecipanti al voto e presso i distaccamenti dell'esercito sovietico all'estero.
| Favorevoli                        | Favorevoli | Contrari | Contrari | Voti non validi | Voti totali | Aventi diritto | Affluenza % |
| Voti                              | %          | Voti     | %        | Voti non validi | Voti totali | Aventi diritto | Affluenza % |
| --------------------------------- | ---------- | -------- | -------- | --------------- | ----------- | -------------- | ----------- |
| 1.107.980                         | 89,8       | 113.283  | 9,2      | 12.595          | 1.107.980   | 1.261.721      | 97,8        |
| Fonte: Об итогах референдума СССР |            |          |          |                 |             |                |             |

## Sviluppi postreferendari
Sulla base dei risultati Gorbačëv affermò che i popoli dell'URSS desideravano continuare l'Unione e dispose che il 20 agosto a Mosca, le nove repubbliche che avevano sostanzialmente accettato lo svolgimento del referendum avrebbero firmato un atto di costituzione di una nuova entità statuale associativa che sarebbe stata chiamata "Unione delle Sovrane Repubbliche Sovietiche". Questo atto costitutivo non fu firmato in quanto gli oppositori alle riforme intraprese da Gorbačëv, temendo che questo contribuisse alla dissoluzione dello stato sovietico, tentarono un colpo di Stato il cui fallimento accelerò le tendenze centrifughe: il primo dicembre il 90% dei cittadini della RSS Ucraina votò per l'indipendenza, l'8 dicembre i presidenti di Russia, Ucraina e Bielorussia diedero vita con l'accordo di Belaveža alla Comunità degli Stati Indipendenti.